# FC Epe
Der FC Epe (offiziell: Fußballclub Epe 1912 e. V.) ist ein Fußballverein aus dem Gronauer Stadtteil Epe im nordrhein-westfälischen Kreis Borken. Die erste Mannschaft nahm einmal am DFB-Pokal teil.

## Geschichte
Der Verein wurde am 8. August 1912 als FC Wacker Epe gegründet. Dieser nannte sich ab dem 24. Oktober 1924 Spiel- und Sportverein Epe. Im Jahre 1934 musste dieser mit allen anderen Eper Sportvereinen auf Druck der Nationalsozialisten zum VfL Epe fusionieren. Nach dem Ende des Zweiten Weltkrieges wurde der VfL Epe aufgelöst und der FC Epe gegründet. Gleichzeitig wurden die Vereinsfarben von schwarz-gelb in blau-weiß geändert.
Dem FC Epe gelang im Jahre 1946 der Aufstieg in die Bezirksklasse Emsland. Dort wurde der FCE in den Jahren 1952, 1953, 1955 und 1957 jeweils Vizemeister hinter der SpVgg Rheine, Eintracht Ahaus, dem Lokalrivalen SG Gronau und erneut der SpVgg Rheine. Im Jahre 1969 stieg die Mannschaft in die 1. Kreisklasse ab und schaffte erst 1976 den Wiederaufstieg. Zwei Jahre später gelang den Epern der Aufstieg in die seinerzeit viertklassige Landesliga Westfalen. Gleichzeitig qualifizierte sich die Mannschaft für den DFB-Pokal, wo die Eper in der ersten Runde zum 1. SC Göttingen 05 reisen mussten und mit 0:2 verloren.
Nach vier Jahren Landesliga ging es 1982 zurück in die Bezirksliga. Nach einer Vizemeisterschaft im Jahre 1985 hinter dem Lokalrivalen Vorwärts Epe gelang 1987 die Rückkehr in die Landesliga, dem der sofortige Wiederabstieg folgte. In den folgenden Jahren wurde der FC Epe zu einer Fahrstuhlmannschaft zwischen Bezirksliga und Kreisliga A. Im Jahre 2014 gelang nach Entscheidungsspielen gegen SuS Olfen der erneute Aufstieg in die Bezirksliga, dem 2022 der Aufstieg in die Landesliga folgte. Drei Jahre später ging es wieder runter in die Bezirksliga.

## Persönlichkeiten
- Dagmar Drewes
- Theo Pahlplatz
- Ralf Peter
- Holger Zippel